# Mantarodalen
Mantarodalen med dess centralort Huancayo, är belägen öster om Lima, huvudstaden i Peru. Det är en bördig dalgång med bland annat odling av majs, kronärtskockor, morötter och potatis. Genom dalen flyter Mantarofloden. Mantarodalen är känd för att vara ett område med stor arkeologisk betydelse. I ena änden av Mantarodalen ligger staden Jauja som var Perus första huvudstad, innan Lima grundades.
Dalen är ungefär 60 km lång och 12 km bred. Månadsmedeltemperaturen ligger mellan 10 och 12 grader. Perioden maj–augusti är den kallaste och också den med minst nederbörd. I september ökar nederbörden och når kulmen i januari–februari.
Mantarodalen ansågs av conquistadorerna vara ett av de bördigaste områdena i Peru. Men på grund av att spanjorernas medförda boskap inte fortplantade sig på den höga höjden (cirka 3400 m) och man inte heller lyckades få några bra skördar av de medförda växterna beslöt Francisco Pizarro att man i stället skulle lägga huvudstaden vid kusten, vilket ledde till grundandet av Lima år 1535.
Under kriget emot Chile 1882 ägde flera blodiga strider rum i dalen innan de peruanska styrkorna, under ledning av general Cáceres, kunde driva bort inkräktarna.
När conquistadorerna beskrev det erövrade landet och speciellt då Mantarodalen med dess nygrundade huvudstad, gjorde man det så vältaligt att man än idag i Spanien kan man höra uttrycket "Pais de Jauja" (sp. "Jaujaland") som beteckning för ett lyckorike (kanske jämförbart med ett Schlaraffenland) som det är svårt att riktigt tro på.